# Proun

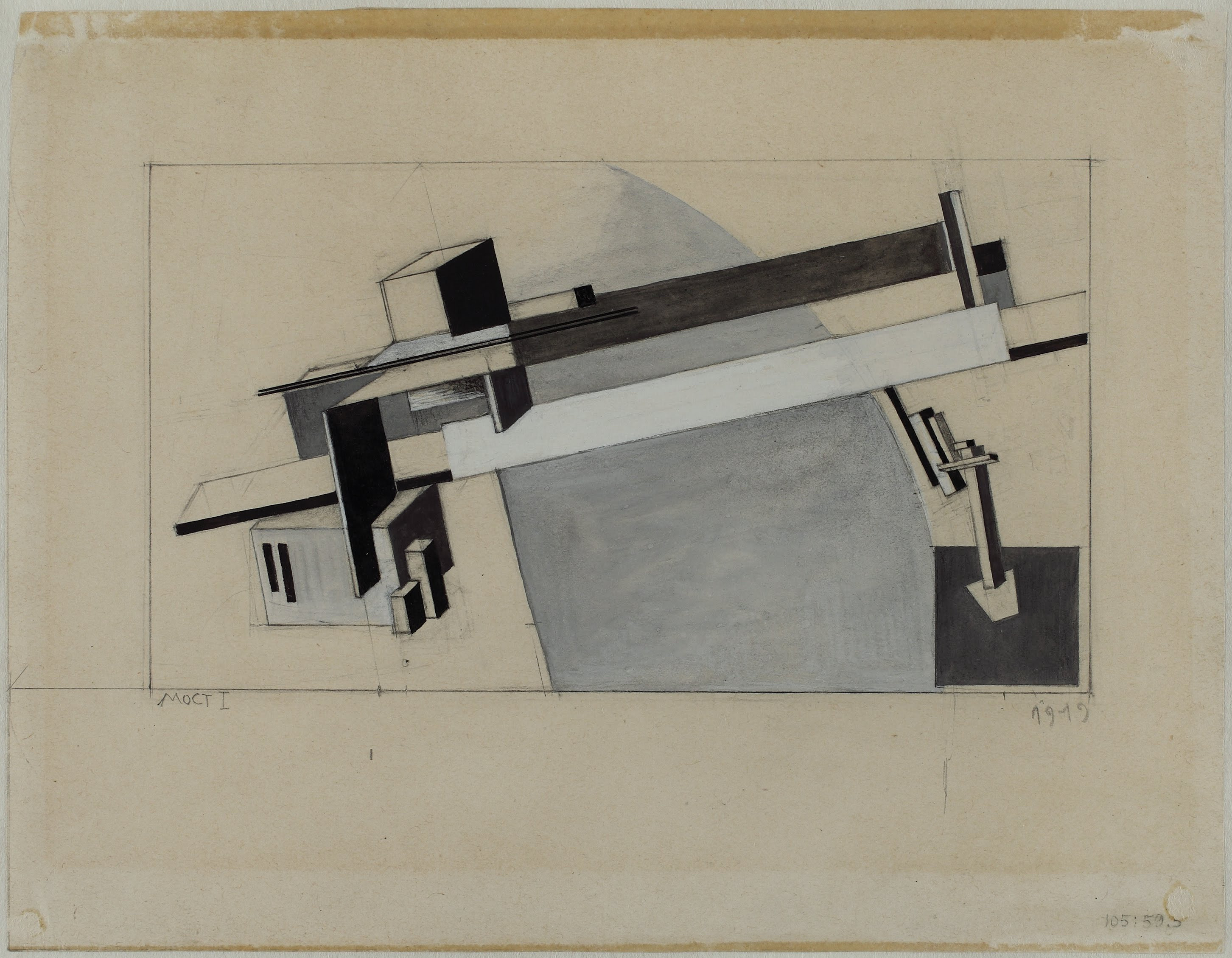
Proun studie 1A "Bron" 1919.

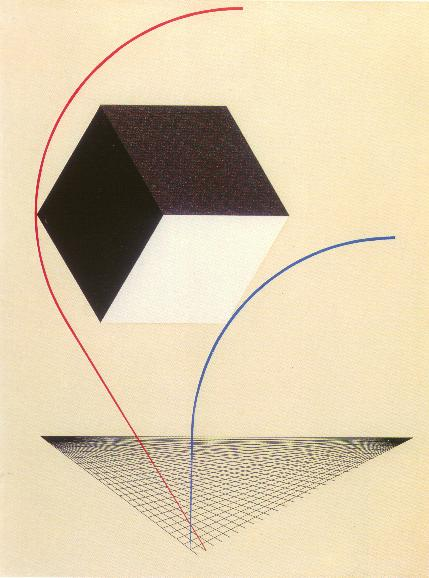
En Proun av El Lisitskij, cirka 1925.

Proun (Проун, uttalas "prå-on") är ett begrepp skapat av den ryska suprematistiska konstnären El Lisitskij som han använde om sin egen form av suprematism, och han gjorde en mängd Prouns, både två- och tredimensionella.
Den exakta innebörden av, eller ursprunget till, begreppet "Proun" klargjordes aldrig men det finns förslag om att det skulle vara en sammanslagning av projekt unovisa (Проект УНОВИС, som betyder "projekt/utkast/design av UNOVIS") eller projekt utverzjdenija novogo (Проект утверждения нового, vilket ungefär betyder "Utkast till godkännande av det nya" och som ibland översätt till "Projekt för framsteg"). Senare har Lisitskij givit en vag definition att Proun är "stationen där man byter från måleri till arkitektur."
Proun var El Lisitskijs utforskande av suprematismens visuella språk och han lade till rumsliga element och olika perspektiv, vilket tidigare inte förekommit inom suprematismen. Suprematismen undersökte den plana ytan, med dess former och ytor, medan El Lisitskij med sitt sinne för arkitektur och andra tredimensionella företeelser, försökte expandera suprematismen. El Lisitskij arbetade med sina Proun i över ett halvt årtionde vilka utvecklades från målningar och litografier till fullskaliga tredimensionella installationer. De kom att bli till grunden för hans kommande experiment inom arkitektur och utställningsdesign och i förlängningen utvecklade han utopiska modeller för en ny och bättre värld med utgångspunkt ifrån sina Prouns.
Ibland förekommer även judiska symboler i hans Prouns, ofta i form av hebreiska bokstäver. På omslaget till boken Arba'ah Teyashim, förekommer hebreiska bokstäver likt arkitektoniska element, vilka arrangerats på ett liknande sätt som typografin i hans Prouns.